# Nanchang Gun Cavalry
I Nanchang Gun Cavalry sono una squadra di football americano di Nanchang, in Cina.

## Dettaglio stagioni

### Tornei nazionali

#### Campionato

##### CBL
| Stagione | regular season | regular season | regular season | regular season | regular season | regular season | playoff | playoff | playoff | playoff | playoff | playoff   | playoff          |
|          | Vin            | Par            | Per            | Tot            | PF             | PS             | Vin     | Per     | Tot     | PF      | PS      | risultato | avversaria       |
| -------- | -------------- | -------------- | -------------- | -------------- | -------------- | -------------- | ------- | ------- | ------- | ------- | ------- | --------- | ---------------- |
| 2015     | 0              | 0              | 3              | 3              | 14             | 88             | -       | -       | -       | -       | -       | -         | -                |
| 2016     | 1              | 0              | 4              | 5              | 90             | 128            | -       | -       | -       | -       | -       | -         | -                |
| 2017     | 3              | 0              | 3              | 6              | 171            | 107            | -       | -       | -       | -       | -       | -         | -                |
| 2018     | 3              | 0              | 2              | 5              | 96             | 102            | -       | -       | -       | -       | -       | -         | -                |
| 2019     | 5              | 0              | 0              | 5              | 175            | 63             | 2       | 0       | 2       | 53      | 19      | Campioni  | Shenyang Hunters |
| Totale   | 12             | 0              | 12             | 24             | 546            | 488            | 2       | 0       | 2       | 53      | 19      |           |                  |

Fonti: Enciclopedia del Football - A cura di Roberto Mezzetti

## Palmarès
- 1 CBL (2019)